# (26841) 1991 TY1
1991 تي واي 1 (ويعرف أيضًا باسم (26841) 1991 تي واي 1 وفق تسمية الكوكب الصغير) (بالإنجليزية: 1991 TY1)‏ هو كويكب ضمن حزام الكويكبات؛ وترتيبه 26841 من حيث الاكتشاف.
اكتُشف هذا الجُرم الفلكي بواسطة Jeff T. Alu ‏ في 10 أكتوبر 1991.

## وصلات خارجية
- (26841) 1991 TY1 في قاعدة بيانات مختبر الدفع النفاث لأجرام النظام الشمسي الصغيرة

- الاكتشاف · مخطط المدار ·  العناصر المدارية · المعلمات المادية

- (26841) 1991 TY1 على موقع ويكي سكاي: DSS2, SDSS, GALEX, IRAS, Hydrogen α, X-Ray, Astrophoto, Sky Map, Articles and images